# Sultanato de Deli
El Sultanato de Deli (en indonesio: Kesultanan Deli Darul Maimoon; en jawi:كسلتانن دلي دارالميمون) fue un reino malayo de 1.820 km² en el este de Sumatra fundado en 1630. Estado tributario desde 1632 estuvo controlado por varios sultanatos hasta 1814, cuando se convirtió en sultanato independiente y se separó del sultanato de Siak.
El gobernante de Aceh se convirtió al islam a mediados del siglo XV. El Sultanato de Aceh fue fundado por Ali Mughayat Syah, quien inició campañas para extender su control sobre el norte de Sumatra en 1520. El sultán Iskandar Muda amplió Aceh mediante la conquista. En 1612, Deli fue derrotada militarmente y anexada. La intervención neerlandesa en 1861, que resultó en un contrato con las Indias Orientales Neerlandesas al año siguiente, ayudó a reconocer la independencia de Deli de Aceh y Siak.
Ahora parte de Sumatra Septentrional, Indonesia, el sultanato sigue siendo un símbolo de la historia de Medan.

## Historia
La historia del Sultanato de Deli y también del Sultanato de Serdang están estrechamente relacionadas con el apogeo del Sultanato de Aceh Darussalam durante la administración del Sultán Iskandar Muda (1607-1636). Aceh Darussalam inició su expansión en 1612 invadiendo las ciudades a lo largo de la costa este de Sumatra. El puerto de Deli fue conquistado en seis semanas, mientras que el Reino de Aru se rindió a principios de 1613 d. C. El Reino de Aru, ubicado en Sumatra Oriental, fue llamado Reino de Haru, en algunas obras como las de Tuanku Luckman Sinar Basarshah II, quien frecuentemente escribió sobre la historia de los reinos de Sumatra Oriental.
La conquista de Aceh Darussalam fue dirigida por Muhammad Dalik, quien asumió el título de Sri Paduka Tuanku Gocah Pahlawan. Este comandante de Aceh Darussalam era descendiente de Amir Muhammad Badar ud-din Khan, un noble de la India que se casó con la princesa Chandra Dewi, hija del sultán de Samudera Pasai. También se creía que Sri Paduka Tuanku Gocah Pahlawan, apodado Laksamana Kuda Bintan (Almirante Caballo de Bintan), dirigió las tropas de Aceh Darussalam contra los portugueses en 1629 y luego conquistó Pahang (1617), Kedah (1620) y Nias (1624). así como algunas otras áreas.

### Sri Paduka Tuanku Gocah Pahlawan, fundador del Sultanato de Deli
El sultán Iskandar Muda concedió el territorio de Aru a Sri Paduka Tuanku Gocah Pahlawan. En 1632, Sri Paduka Tuanku Gocah Pahlawan fue nombrado vice del sultán Iskandar Muda para gobernar el antiguo territorio de Aru. Los intereses acehneses en la ocupación del territorio del antiguo Reino de Aru eran.
1. Destruir la resistencia restante del Reino de Aru que contó con la ayuda de los portugueses;
2. Difundir las enseñanzas del Islam en las zonas del interior y
3. Establecer un gobierno que fuera parte de Aceh Darussalam. [6]

Poco después de ser nombrado gobernante del territorio de Aru en representación del sultán de Aceh, Sri Paduka Tuanku Gocah Pahlawan fue designado por los cuatro reyes del Batak Karo urung (país) como Datuk Tunggal o Ulon Janji, que era un cargo con una autoridad equivalente al cargo de primer ministro o gran visir.  En la coronación, el Orang-orang Besar y el pueblo pronunciaron un juramento de obediencia a Sri Paduka Tuanku Gocah Pahlawan. Al mismo tiempo, también se estableció Lembaga Datuk Berempat que sirvió como consejo asesor para el gobierno de Sri Paduka Tuanku Gocah Pahlawan. Los cuatro reyes Batak Karo se convirtieron en miembros de esta institución.
Los cuatro reyes de Batak Karo eran los líderes de los cuatro reinos de la región de Batak Karo que habían aceptado las enseñanzas del Islam y conquistados por el Sultanato de Aceh Darussalam en la conquista liderada por Sri Paduka Tuanku Gocah Pahlawan. Uno de los cuatro reyes Batak Karo es el rey Undo Sunggal, quien también es suegro de Sri Paduka Tuanku Gocah Pahlawan. En 1632, Sri Paduka Tuanku Gocah Pahlawan se casó con la hija del rey Undo Sunggal, llamada Princesa Nang Baluan Beru Surbakti.
Sri Paduka Tuanku Gocah Pahlawan murió en 1641 y el control de Deli fue legado a su hijo, Tuanku Panglima Perunggit, titulado Panglima Deli. Mientras tanto, el sultán Iskandar Muda había muerto en 1636 d. C. en Aceh. El liderazgo del Sultanato de Aceh Darussalam pasó al yerno del Sultán Iskandar Muda, el Sultán Iskandar Thani, que estuvo en el trono hasta 1641.
Aceh Darussalam se debilitó después de la muerte del sultán Iskandar Thani. Su sucesora fue también su esposa e hija del sultán Iskandar Muda, Sultanah Safi al-Din Taj al-Alam (Puteri Sri Alam). El inestable Aceh Darussalam fue una oportunidad para Tuanku Panglima Perunggit. En 1669, Tuanku Panglima Perunggit proclamó la independencia del Sultanato de Aceh Darussalam y estableció una conexión con los holandeses en Malaca (Basarshah II, sf: 50). Así, oficialmente el Sultanato de Deli estableció un gobierno soberano con capital en Labuhan, situada aproximadamente a 20 kilómetros de Medan, la actual capital de la provincia de Sumatra del Norte.

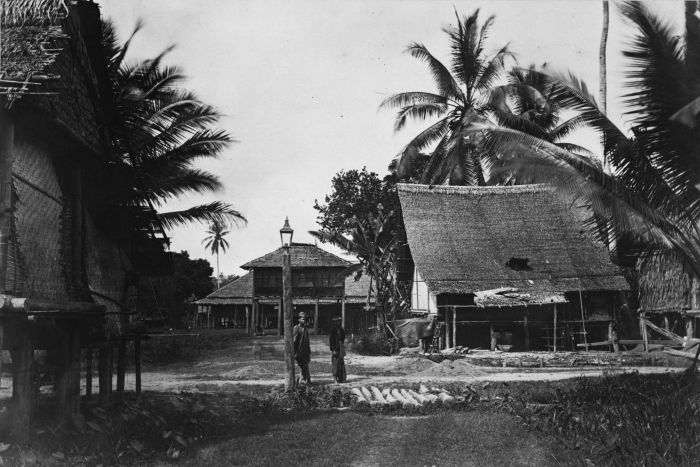
Labuhan, centro de gobierno del primer Sultanato de Deli.

De hecho, el nombre de Deli figuraba en los archivos de la VOC (Compañía Neerlandesa de las Indias Orientales) en Malaca, en el registro de abril de 1641. Este fue el año en que los holandeses arrebataron Malaca a los portugueses. En ese registro se afirmaba que, según el informe del almirante de Johor, el ejército de Aceh se había reunido en Kuala Deli. En ese momento, el Sultanato de Aceh Darussalam estaba involucrado en un conflicto con el Sultanato de Johor, que anteriormente ayudó a los portugueses y luego a los holandeses.
Otro archivo holandés que menciona a Deli es un registro fechado el 9 de septiembre de 1641 que contiene una carta de Sultanah Safi al-Din Taj al-Alam al gobernador general Antonio van Diemen (1636-1645) en Batavia. En su carta, la Sultana afirmó que los holandeses podrían comerciar con Deli y Besitang. Según el registro de la VOC de octubre de 1644, un gobernante titulado Tuanku Panglima Deli había enviado cartas y obsequios a los holandeses en Malaca, pero el enviado del grupo había sido robado en Deli, cerca del río Penaji, en la zona de Malaca.

### La fragmentación de la familia real del Sultanato de Deli

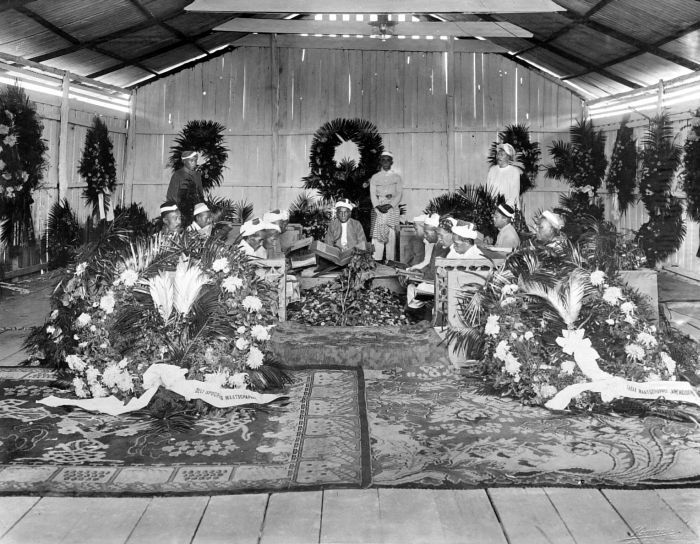
Funeral del sultán Ma'amun Al Rashid Perkasa Alam Shah

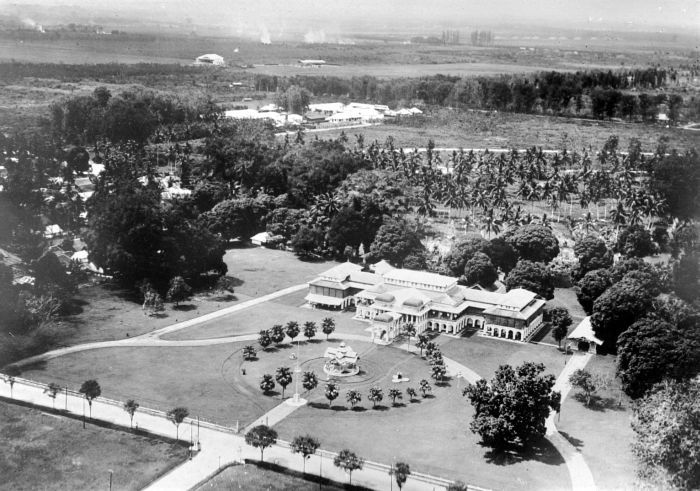
Vista aérea del Palacio Maimoon

El Deli Sultan después de Sri Paduka Tuanku Gocah Pahlawan, Tuanku Panglima Perunggit o Panglima Deli, murió en 1700. Su sucesor fue Tuanku Panglima Paderap, quien gobernó hasta 1720. El Sultanato de Deli se vio sacudido por la fragmentación interna poco después de la muerte de Tuanku Panglima Paderap. Los hijos del difunto armaron un escándalo sobre quién debería tener derecho a ocupar el puesto de próximo sultán de Deli.

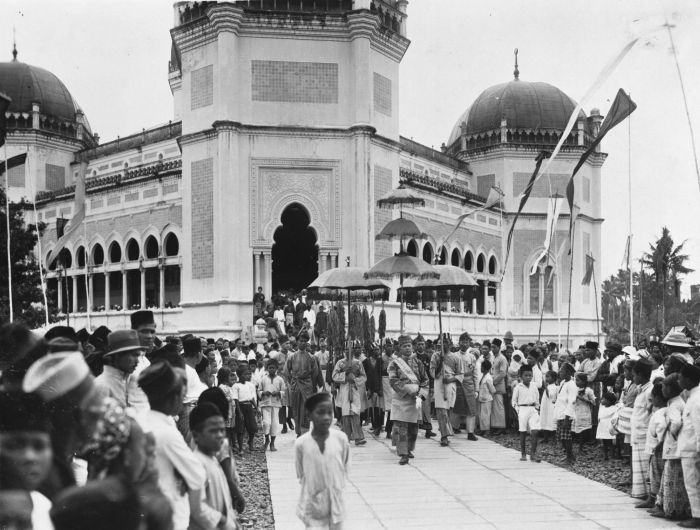
Amaluddin Sani Perkasa Alam Shah, Sultán de Deli, saliendo de la Gran Mezquita el día de su coronación

A pesar de su condición de hijo mayor, Tuanku Jalaludin Gelar Kejuruan Metar fue excluido de los candidatos al trono del Sultanato de Deli porque tenía problemas de visión. Esta situación hizo que Tuanku Panglima Pasutan, segundo hijo del fallecido Tuanku Panglima Paderap, estuviera dispuesto a asumir el trono a pesar de que el derecho a asumir el siguiente liderazgo era para Tuanku Umar Johan Alamsyah Gelar Kejeruan Junjongan (cuarto hijo) porque nació de la reina. Hubo una guerra civil entre los dos hijos. Mientras tanto, Tuanku Tawar (Arifin) Gelar Kejuruan Santun decidió evitar la guerra entre los dos hermanos y abrió un país en Denai que luego se expandió a Serbajadi.
En la guerra civil que culminó en 1732, Tuanku Panglima Pasutan venció a Tuanku Umar Johan Alamsyah Gelar Kejeruan Junjongan y lo expulsó del palacio. Tuanku Umar Johan Alamsyah Gelar Kejeruan Junjongan se vio obligado con su madre, Tuanku Panglima Sampali (la reina de Tuanku Panglima Paderap), a refugiarse hasta que llegaron a un lugar llamado más tarde Kampung Besar (Serdang). Por lo tanto, Tuanku Panglima Pasutan se declaró libremente como el nuevo Sultán de Deli.
Mientras tanto, Tuanku Umar Johan Alamsyah Gelar Kejeruan Junjongan no se relajó y se preparó para establecer el Sultanato de Serdang. Este sultanato posterior nació gracias al fuerte apoyo a Tuanku Umar Johan Alamsyah, especialmente de dos reyes Batak Karo, Raja Urung Sunggal y Raja Urung Senembah. Además, Raja Urung Batak Timur que gobernó la parte superior de la región de Serdang en Tanjong Morawa y un hombre de alto rango de Aceh llamado Kejeruan Lumu ayudaron a apoyar el establecimiento de Serdang. Finalmente, en 1723 Tuanku Umar Johan Alamsyah Gelar Kejeruan Junjongan fue coronado como el primer sultán y fundador del Sultanato de Serdang (Basarshah II, sf: 55). El tercer hijo del difunto Tuanku Panglima Paderap, Tuanku Tawar (Arifin) Kejeruan Santun, que había fundado el país en Denai, luego combinó su territorio con Serdang.
Las condiciones internas de Deli, que no han sido estables, convirtieron a la región de Deli en un objetivo para varios estados imperiales que competían por influencias. Las monarquías que habían intentado dominar el Sultanato de Deli fueron el Sultanato de Siak Sri Inderapura, el Sultanato de Johor y el Sultanato de Aceh Darussalam, que aparentemente todavía quería colonizar Deli nuevamente.
La región de delicatessen se considera muy rentable, especialmente por sus recursos naturales. Deli era bien conocida por su perfume, sándalo y alcanfor . Además, los holandeses trajeron arroz, velas y caballos de Deli. Debido a sus intereses económicos, los holandeses sintieron la necesidad de mantener buenas relaciones con la autoridad y también trajeron textiles de Deli.
Tuanku Panglima Pasutan, el cuarto sultán de Deli, murió en 1761. El gobierno del Sultanato de Deli fue continuado por Kanduhid, quien asumió el título de Panglima Gandar Wahid. En 1805 murió Panglima Gandar Wahid. Su sucesor fue Tuanku Amaluddin. Debido a que en ese momento el Sultanato de Deli todavía estaba bajo la influencia del Sultanato de Siak Sri Inderapura, la coronación de Tuanku Amaluddin como Sultán de Deli se basó en un certificado fechado el 8 de agosto de 1814 emitido por el sultán de Siak. Después de convertirse oficialmente en Sultán de Deli, Tuanku Panglima Amaludin obtuvo un título honorífico como Sultán Panglima Mangedar Alam.
Meuraxa en Sekitar Suku Melaju, Batak, Atjeh, dan Keradjaan Deli (1956) escribe que en 1669 el territorio del Sultanato de Deli fue capturado por el Sultanato de Siak Sri Inderapura al Sultanato de Aceh Darussalam. Sin embargo, cuando el Sultanato de Siak Sri Inderapura fue sometido al Sultanato de Johor, el territorio del Sultanato Deli estaba bajo el control de Johor.
En 1854, Aceh volvió a gobernar el Sultanato de Deli, dirigido por un comandante llamado Teuku Husin. El sultán Osman Perkasa Alam Shah (1850-1858), sultán de Deli en ese momento, fue llevado al Palacio de Aceh Darussalam. Pero luego Deli fue reconocida nuevamente como auspicio del Sultanato de Aceh Darussalam, que entonces estaba gobernado por el Sultán Sulaiman Shah (1838-1857).
Por Aceh Darussalam, el territorio del Sultanato de Deli se definió entre las fronteras de Rokan al sur hasta la frontera de Tamiang.

### Existencia del Sultanato de Deli

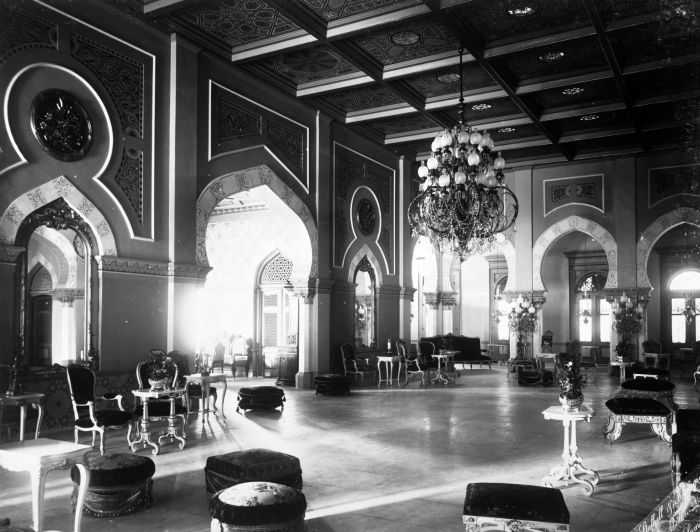
Interior de Istana Maimun, el palacio del Sultán de Deli

La guerra civil entre el Sultanato de Deli y Serdang terminó a principios del siglo XX tras la presión de los holandeses (rays, 2007:24). La relación entre el Sultanato de Deli y los holandeses fue bastante consistente ya que se necesitaban mutuamente: los holandeses trajeron diferentes tipos de recursos naturales de Deli, mientras que Deli necesita garantías de seguridad.
La "armonía" entre el Sultanato de Deli y el gobierno colonial de las Indias Orientales Holandesas se hizo cada vez más fuerte durante el período en que Deli estuvo bajo la influencia del Sultanato de Siak Sri Inderapura. A lo largo de agosto de 1862, Elisa Netscher, quien se desempeñó como residente de Riau, acompañada por el asistente residente de Siak y algunos gobernantes del Sultanato de Siak, viajó a países del este de Sumatra. Este viaje se realizó a petición del Sultanato de Siak porque varios reinos de Sumatra Oriental se mostraban reacios a reconocer el poder de Siak sobre esos países, incluido Deli. Los países de Sumatra Oriental tienden a acercarse al Sultanato de Aceh porque se consideraba que Siak era demasiado débil.
El 21 de agosto de 1862, el grupo de Elisha Netscher entró en Kuala Sungai Deli y fue recibido por el sultán Mahmud Al Rashid Perkasa Alam Shah. A esos invitados, el Sultán de Deli proclamó que el Sultanato de Deli ya no tenía que ver con el Sultanato de Siak y no pidió reconocimiento a nadie. Sin embargo, Netscher persuadió continuamente para que la influencia de Siak Sri Inderapura sobre Deli no se perdiera declarando que "el Deli estatal sigue a Siak y juntos están protegidos por el gobierno de las Indias Orientales Holandesas". Desde entonces, el gobierno del Sultanato de Deli estuvo vinculado por un contrato político con el gobierno colonial de las Indias Orientales Holandesas.
El régimen del sultán Mahmud Al Rashid Perkasa Alam Shah terminó en 1873 y fue sucedido por su hijo, quien asumió el título de Sultán Makmun Al Rashid Perkasa Alam. Durante el liderazgo del noveno sultán, Deli experimentó un período de prosperidad que se derivó principalmente del sector de las plantaciones de tabaco y el crecimiento de Deli Company y otros empresarios extranjeros que abrieron plantaciones de tabaco en la región de Deli. En 1872, en Deli operaban 13 plantaciones de propiedad extranjera. El suelo de las delicatessen era adecuado para cultivar tabaco y producir tabaco de calidad mundial. El tabaco se vendía en el mercado europeo para la fabricación de puros.
Cuando el sultán Mahmud Al Rashid Perkasa Alam Shah comenzó a ocupar el trono del Sultanato de Deli en 1873, el número de plantaciones de tabaco en Deli había aumentado a 44 propiedades. Las cosechas de tabaco cosechadas el año siguiente alcanzaron las 125.000 cajetillas y convirtieron a Deli en uno de los mayores productores de tabaco del mundo y Ámsterdam se convirtió en el mercado de tabaco más grande del mundo. El pago de las plantaciones y las rentas de la tierra a empresarios extranjeros hicieron muy rico al sultán de Deli.
En esta época, el sultán Mahmud Al Rashid Perkasa Alam Shah construyó un símbolo del triunfo del Sultanato de Deli, entre otros, Kampong Bahari (Labuhan) en 1886 y el Gran Palacio Maimoon en 1888 (Sinar, 2007:100). Su sucesor, el sultán Ma`mun Al Rashid Perkasa Alam Shah, que reinó desde 1873, continuó el desarrollo de los símbolos de grandeza fundando el edificio de Mahkamah Kerapatan Besar en 1903 y la Gran Mezquita del Sultán Al Mansun en 1906. El Palacio Maimoon fue construido en lo que hoy es el centro de la administración de la ciudad de Medan y habitado por los sultanes de Deli y sus familias desde el 18 de mayo de 1891. Anteriormente, los sultanes y su familia vivían en Kampong Bahari en Labuhan. El arquitecto de este palacio fue un soldado KNIL (Koninklijk Nederlandsche Indische Leger, ejército colonial de las Indias Orientales Holandesas) llamado Capitán Theodoor van Erp

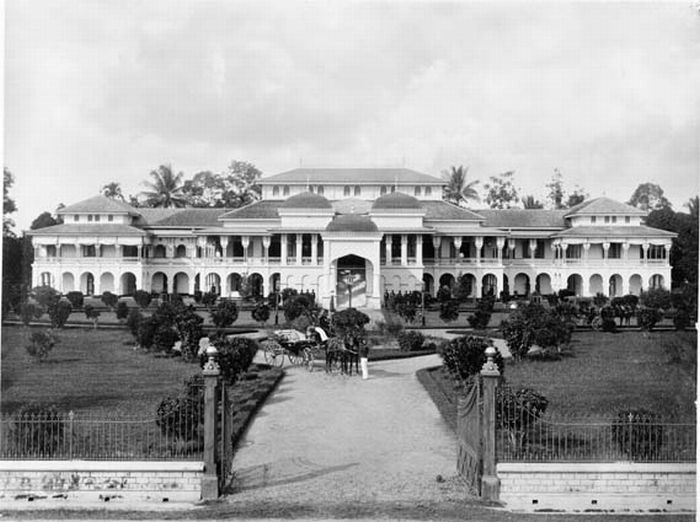
Palacio Maimoon, símbolo de la prosperidad del Sultanato de Deli.

Después de que Indonesia proclamó su independencia en 1945 y obtuvo la independencia de los Países Bajos en 1949, el Sultanato de Deli, que originalmente estaba incluido en el territorio de Sumatra Oriental, desde 1950 se fusionó con la provincia de Sumatra del Norte hasta ahora. Por otro lado, en aquellos días la situación en Deli y Sumatra del Norte no era verdaderamente pacífica. Las familias reales del norte de Sumatra, incluida la familia Deli, fueron amenazadas debido a la oposición de los partidos anti-roya. La familia real en ese momento era considerada títere holandés y perteneciente a la clase feudal.
También en el mismo libro, Tengku Luckman Sinar escribe que las incitaciones a la rebelión se rumoreaban desde junio de 1942, durante la era de la ocupación japonesa en Indonesia. La rebelión comenzó cuando los agricultores cosecharon el arroz, lo que se hizo con cooperación mutua y terminó con la fiesta de la cosecha.
Los actos de violencia contra la nobleza alcanzaron su punto máximo durante el sangriento incidente conocido como la Revolución Social en 1946. Muchos reyes y familias reales en el norte de Sumatra fueron asesinados y despojados de propiedades y pertenencias, incluido Tengku Amir Hamzah, el poeta indonesio que fue decapitado en Kuala Begumit. La familia del Sultanato de Deli y Serdang sobrevivió gracias a la preservación de los soldados aliados que estaban de servicio en el campo para aceptar la rendición de los japoneses. Después de que terminó la tragedia de la Revolución Social en 1946, la familia y los herederos del Sultanato de Deli ocuparon el Palacio Maimoon como residencia ya que casi todo el palacio había sido destruido o quemado. El Palacio Maimoon era el único palacio que quedaba porque en la época de la Revolución Social estaba custodiado por soldados aliados.
Después de la revolución y la independencia, el Sultanato de Deli todavía existe pero ya no tiene autoridad política. Al entrar en la era del Nuevo Orden, el sultanato fue gobernado por el sultán Azmy Perkasa Alam Alhaj, quien estuvo en el trono desde 1967 hasta 1998. Desde el 5 de mayo de 1998, el sultán Otteman Mahmud Perkasa Alam se desempeñó como funcionario del sultanato. Sin embargo, el decimotercer sultán de Deli, que era teniente coronel del ejército de Indonesia, murió en un accidente de avión CN235 del ejército en el aeropuerto Malikus Saleh, Lhokseumawe, Aceh, el 21 de julio de 2005. El 22 de julio de 2005, el Príncipe Heredero heredó el trono como decimocuarto sultán de Deli y asumió el título de Sultán Mahmud Lamanjiji Perkasa Alam.

## El linaje de los sultanes

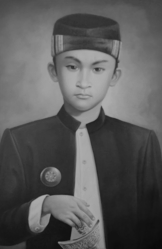
Sultán Mahmud Lamanjiji Perkasa Alam

- Tuanku Panglima Gocah Pahlawan (1632-1669).
- Tuanku Panglima Perunggit (1669-1698).
- Tuanku Panglima Paderap (1698-1728).
- Tuanku Panglima Pasutan (1728-1761).
- Tuanku Panglima Gandar Wahid (1761–1805).
- Sultán Amaluddin Mangendar (1805–1850).
- Sultán Osman Perkasa Alam Shah (1850–1858).
- Sultán Mahmud Al Rashid Perkasa Alamsyah (1858–1873).
- Sultán Ma'mun Al Rashid Perkasa Alamyah (1873-1924).
- Sultán Amaluddin Al Sani Perkasa Alamsyah (1924-1945).
- Sultán Osman Al Sani Perkasa Alamsyah (1945-1967).
- Sultán Azmy Perkasa Alam Alhaj (1967–1998).
- Sultán Otteman Mahmud Perkasa Alam (5 de mayo de 1998 - 21 de julio de 2005).
- Sultán Mahmud Lamanjiji Perkasa Alam (desde el 22 de julio de 2005 - presente).

## Territorio

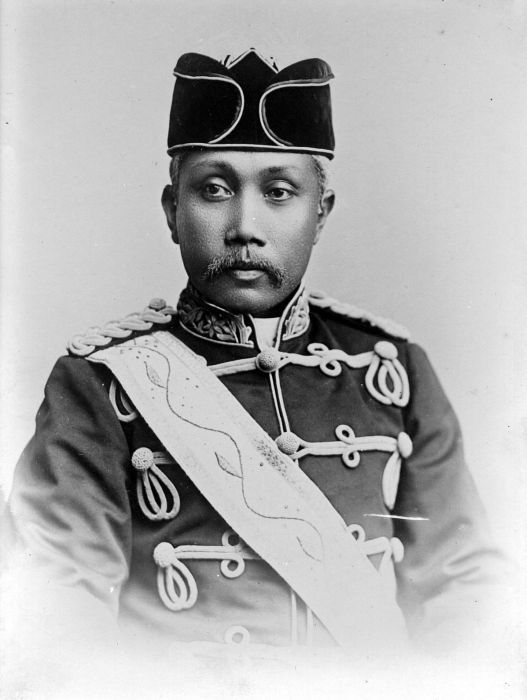
Retrato del sultán Ma'mun Al Rasyid Perkasa Alam, década de 1900.

El territorio del Sultanato de Deli incluía Labuhan Deli, Langkat, Suka Piring, Buluh Cina, Denai, Serbajadi y varios otros países alrededor de la costa este de la isla de Sumatra. Cuando el Sultanato de Aceh Darussalam recuperó el control en 1854, el Sultanato de Deli fue proclamado independiente bajo el control de Aceh Darussalam y su territorio fue asignado entre las fronteras de Rokan al sur hasta la frontera de Tamiang (Meuraxa, 1956:25).
Durante el gobierno colonial holandés, según el contrato político entre el Sultanato de Deli con el gobierno colonial, los territorios del sultanato incluían:
- El área bajo el gobierno directo del sultán (kotapraja/capital).
- Urung (Estado) XII Kota Hamparan Perak dirigido por Datuk Hamparan Perak Setia Diraja.
- Urung Serbanyaman-Sunggal dirigido por Datuk Sunggal Sri Indera Pahlawan.
- Urung Sukapiring-Kampung Baru dirigido por Datuk Sukapiring Sri Indera Asmara.
- Urung Senembah-Petumbak dirigido por Kejeruan Senembah Deli.
- Estado de Percut dirigido por Kejeruan Percut Paduka Raja.
- Jajahan Negeri Bedagai dirigido por Pangeran Nara Kelana Raja Bedagai.
- Jajahan Negeri Padang dirigido por Maharaja Negeri Padang (Sinar, 2007:29–30).

En general, el territorio del sultanato estaba dividido en dos, a saber, la región de Hilir, habitada por malayos que se habían convertido al Islam, y la región de Hulu, habitada por tribus Karo, que en su mayoría no se habían convertido al Islam ni aún mantenían la fe. de sus antepasados.

## Sistema de gobernanza

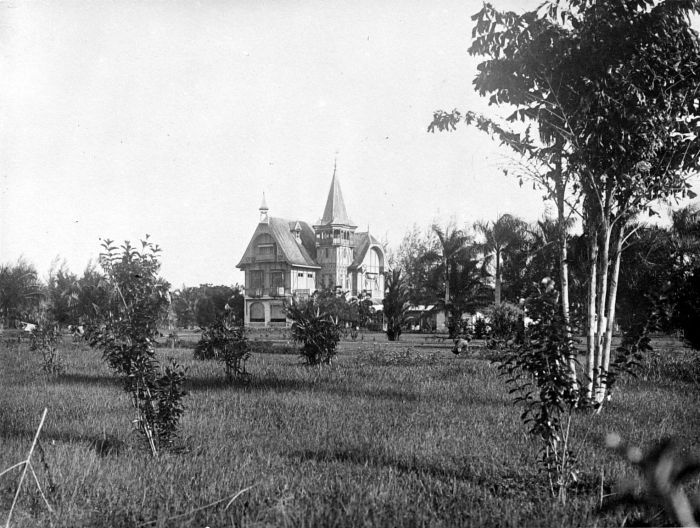
El palacio del Tengku Besar (príncipe heredero) de Deli

Desde su fundación por Tuanku Sri Paduka Tuanku Gocah Pahlawan, el Sultanato de Deli ya contaba con Lembaga Datuk Berempat que actuaba como junta asesora del gobierno. En ese momento, Lembaga Datuk Berempat estaba formado por cuatro reyes Karo Batak que habían apoyado a Deli desde su declaración como reino independiente. Lembaga Datuk Berempat también tuvo un papel central en la ceremonia de coronación de los sultanes Deli.
Como autoridad suprema, el sultán de Deli no sólo desempeñaba sus funciones como jefe de Estado y de gobierno, sino que también se desempeñaba como jefe de asuntos religiosos y jefe de aduanas malayo. En el cumplimiento de su deber, el sultán de Deli contó con la ayuda del tesorero, el capitán del puerto y los sirvientes imperiales, cada uno de los cuales tiene sus funciones y deberes específicos.
Durante la era colonial holandesa, el sistema gubernamental del Sultanato de Deli estaba vinculado mediante un acuerdo político. Sejarah Medan Tempo Doeloe (2007), escrito por Tengku Luckman Sinar, menciona que el acuerdo político entre los holandeses y el Sultanato de Deli se dividió en:
- Acte van Verband (Certificado de reclusión). El certificado mencionaba que:

1. el Sultán de Deli, así como su sucesor, dispuestos a ejecutar el acuerdo entre los holandeses y el Sultanato de Deli,
2. el Sultán de Deli será obediente y leal a la Reina Holandesa/Gobernador General de las Indias Orientales Holandesas e implementará un gobierno apropiado de acuerdo con las costumbres y regulaciones de Deli,
3. el Sultán de Deli dispuesto a promover el país y el pueblo, y
4. el Sultán de Deli dispuesto a cumplir con requisitos adicionales que aún no estaban claros o no figuraban en el certificado. Este certificado fue firmado por funcionarios del gobierno holandés y Orang-orang Besar de Deli como testigos.

- Acte van Bevestiging (Escritura de confirmación). Este certificado decía que el gobierno holandés (gobernador general) reconocía al sultán como rey de Deli y este reconocimiento también se menciona en la Ordenanza de las Indias Orientales Holandesas. [17]

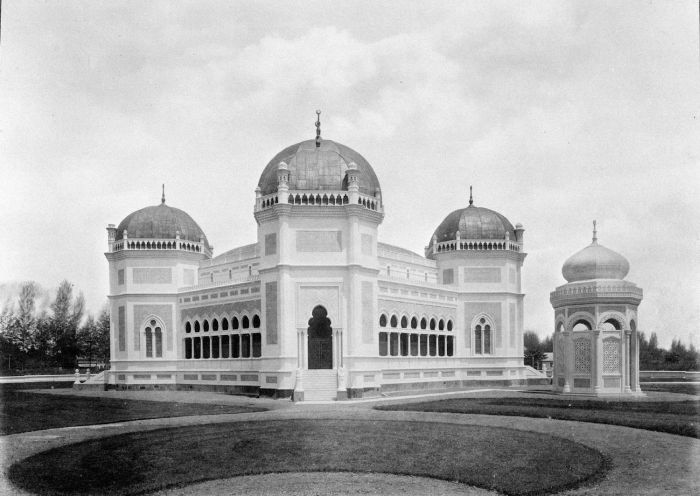
La Gran Mezquita Al Mahsun se construyó en el apogeo de la prosperidad de Deli.

El gobierno del Sultanato de Deli fue ejecutado por el Sultán de Deli, junto con el Dewan Orang-orang Besar (como reemplazo del Lembaga Datuk Berempat), que constaba de cuatro Urung y Kejeruan Percut después de consultar y con la guía del Residente. como representante del gobierno colonial de las Indias Orientales Holandesas. El Orang-orang Besar fue nombrado y destituido por el Sultán de Deli después de consultar al Residente con respecto a las normas aduaneras. Además, el Residente tenía derecho a asistir a las reuniones del Orang-orang Besar (Sinar, 2007:30). El Sultanato de Deli también contaba con varias instituciones importantes que apoyaban la gobernanza. Algunos de ellos fueron el poder judicial o Kerapatan Besar, la Policía Autónoma de Deli y los Tribunales Religiosos.